# Eulalia Vintró
Eulàlia Vintró Castells (Barcelona, 30 de agosto de 1945) es una política y filóloga española. Fue militante de Bandera Roja y en 1974 ingresó en el PSUC, partido del que fue miembro del Comité Central desde noviembre de 1976. Fue diputada en el Congreso de los Diputados en la I Legislatura (1979 - 1982) y en el Parlamento de Cataluña (1984 - 1987) pero su principal tarea política la desarrolló en el Ayuntamiento de Barcelona durante cuatro legislaturas, de 1983 a 1999, donde fue concejala y teniente de alcalde. En 1999 abandonó la política activa y volvió a la docencia. Fue profesora de filosofía griega de la Universidad de Barcelona hasta su jubilación en 2015. Continuó vinculada a la política como miembro del Consejo Nacional de ICV y colaborando con algunos medios de comunicación.

## Biografía
Nació en el seno de una familia de la pequeña burguesía, catalanista y conservadora en el barrio de San Andrés de Barcelona. Entró en la universidad a los 17 años, estudió Filología Clásica en la Universidad de Barcelona (1962-1967) y se doctoró a los 25 años, en 1970, con una tesis sobre los tratados de Hipócrates.

### Trayectoria académica
De 1967 a 1979 fue profesora de filología griega. 
Paralelamente de 1971 a 1977 fue vicedecana del Colegio de Doctores y Licenciados de Cataluña y Baleares, tesorera del Consejo General de Colegios de Doctores y Licenciados de 1977 a 1981, vicedecana de la Facultad de Filosofía y Letras (1977-1978) y secretaria general de la Universidad de Barcelona (1978-1979).
Sus líneas de investigación preferentes en la universidad fueron la ciencia griega y de manera especial la medicina hipocrática, la literatura y la historiografía política y la tradición clásica en el mundo de la ópera. 
Se dedicó a la política desde 1979 a 1999 curso en el que regresó a la Universidad y a las aulas. Fue directora del Grupo Consolidado de Innovación Docente (GCID) Electra, constituido en el 2000 por profesores del Departamento de Filología Griega, a iniciativa de la propia Vintró, grupo que mereció la distinción Jaume Vicens Vives de la Generalidad de Cataluña (2004). 

### Trayectoria política
Durante el franquismo militó en la organización comunista Bandera Roja y en 1974 ingresó en el PSUC donde fue miembro del Comité Central. En las elecciones generales españolas de 1979 fue elegida diputada en el Congreso donde vivió el intento de golpe de Estado del 23-F en 1981. En las elecciones municipales de 1983 fue elegida concejala del Ayuntamiento de Barcelona. De 1985 a 1987 asumió la concejalía de educación. Al tiempo, de 1984 a 1987 fue diputada en el parlamento de Cataluña.
En el Ayuntamiento de Barcelona de julio de 1987 a julio de 1991 fue tercera teniente de alcalde de Bienestar Social con el alcalde Pascual Maragall y segunda teniente de alcalde de julio de 1991 a julio de 1995.
Fue cabeza de lista por ICV en las elecciones municipales de Barcelona de mayo de 1995, tras las cuales se convirtió en segunda teniente de alcalde hasta las elecciones de 1999 en las que decidió regresar a la Universidad de Barcelona donde dio clases hasta su jubilación en 2015.

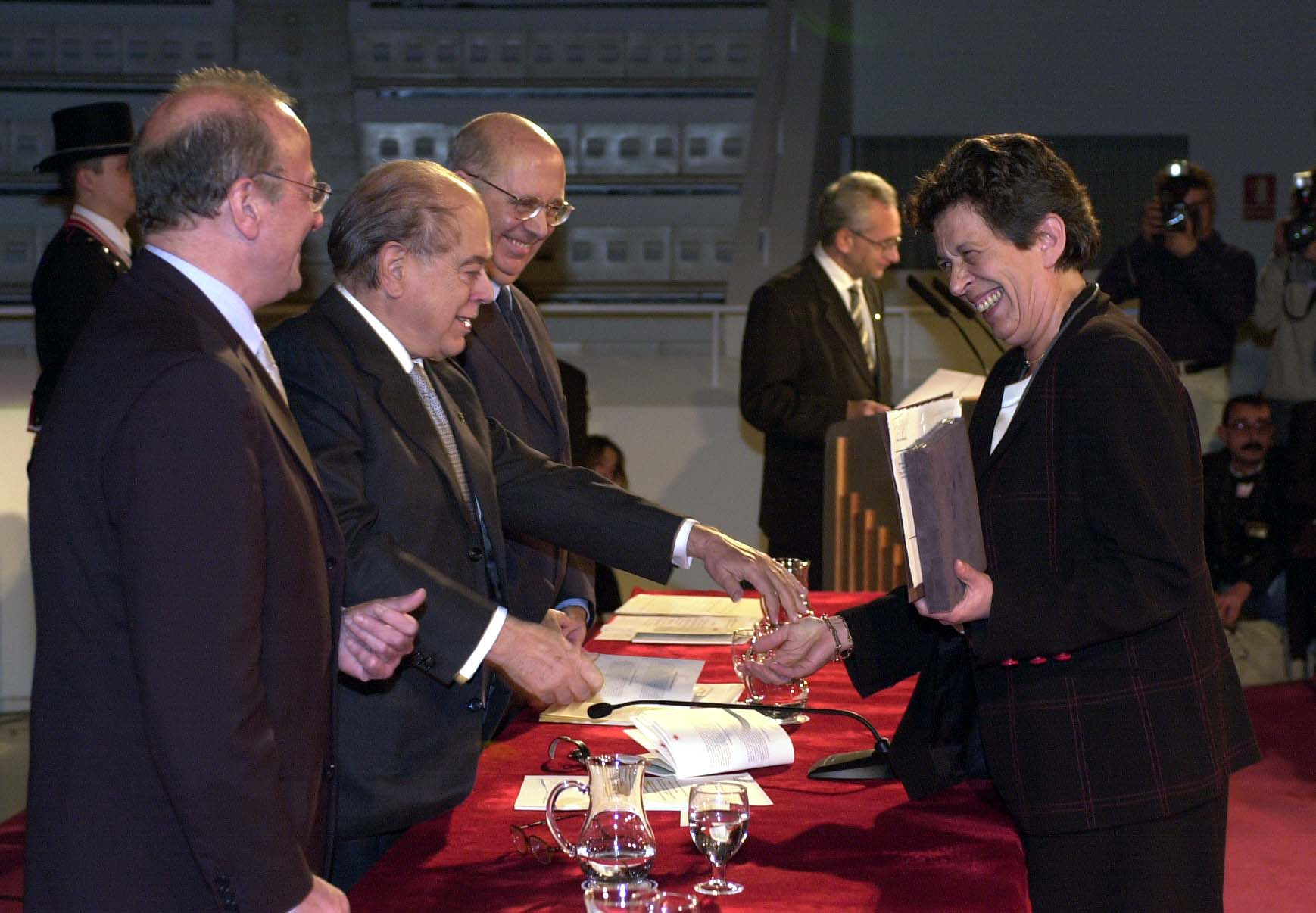
Eulalia Vintró recibe la Creu de Sant Jordi en 2001 de manos del Presidente de la Generalitat Jordi Pujol

Vintró continuo vinculada a la política y en 2008 cerró la lista de ICV al Congreso de Diputados como apoyo simbólico a Joan Herrera que la encabezó. Es miembro del Consejo Nacional de ICV y en los últimos años ha colaborado en numerosas tertulias de medios de comunicación como TV3, Cataluña Radio y 8TV analizando la situación política de Cataluña.

## Galardones
- 2001 Creu de Sant Jordi.
- 1991 Medalla de UNICEF por su actuación política en defensa de la infancia.
- 1988 Gran cruz de Alfonso X el Sabio por su contribución a la educación en la transición política.